# Tourisme en Belgique
Chaque année, la Belgique accueille environ 10 millions de touristes dont plus de 6 millions de touristes internationaux, la plupart venant des pays voisins (Pays-Bas, France, Royaume-Uni et Allemagne), représentant un chiffre d'affaires d'environ 9 milliards de dollars (2,3 % du PIB national).

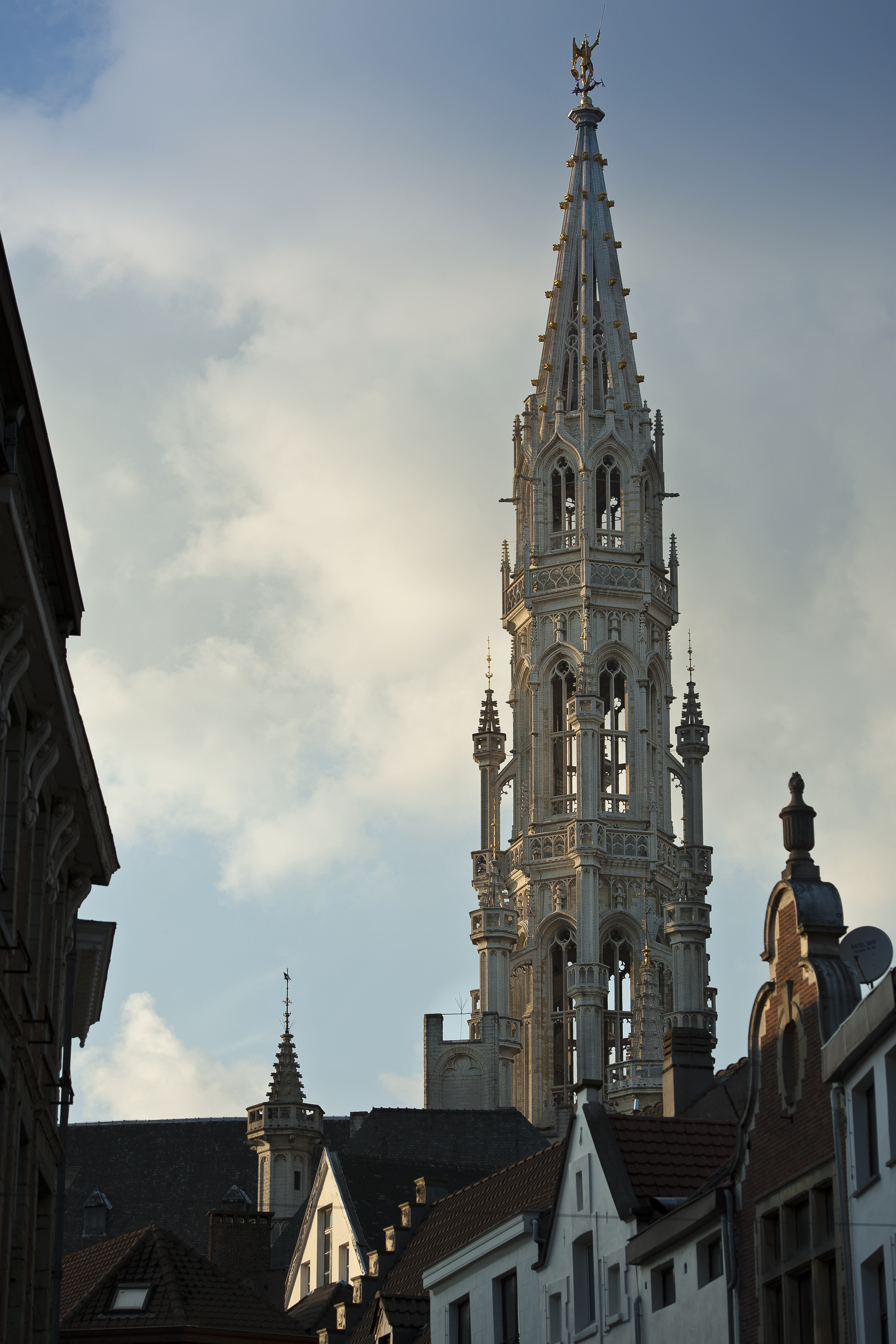
La tour de l'hôtel de ville de Bruxelles.

La facilité d'accès, la densité des transports en commun et la proximité des lieux touristiques font de  la Belgique une destination populaire pour les vacanciers européens. La plupart de l'industrie touristique est basée sur la côte ou en Ardenne. Bruxelles et les villes flamandes Anvers, Bruges et Gand attirent aussi chaque année des milliers de touristes.
Le secteur des attractions touristiques et musées en Belgique est composé de plus de 365 prestataires totalisant environ 20 millions de visiteurs annuels. Le territoire de la Belgique regorge donc d'idées d'excursions : grottes, parcs animaliers, parcs d'attractions, musées, centres d'interprétation, etc.

## Villes touristiques

### Bruxelles
La capitale européenne est internationalement connue pour sa Grand Place, l'Atomium, Manneken Pis. Soulignons l'importance et la qualité des très nombreux musées, théâtres, cinémas, salles de concert... qui font de cette ville-région un pôle culturel de première importance.  
La ville possède aussi nombre de bâtiments d'Art nouveau (C'est dans cette ville que fut construit le premier édifice Art Nouveau par Victor Horta) et d'Art déco. Sur le plan architectural, l'ensemble des communes bruxelloises (l'équivalent des arrondissements ou des districts) est d'un éclectisme surprenant. Les galeries royales Saint-Hubert (la première galerie commerçante couverte du monde), le palais de Justice (plus vaste que la Basilique Saint-Pierre de Rome), de très belles églises... constituent quelques-unes des principales attractions culturelles et touristiques de la ville.

### Région flamande

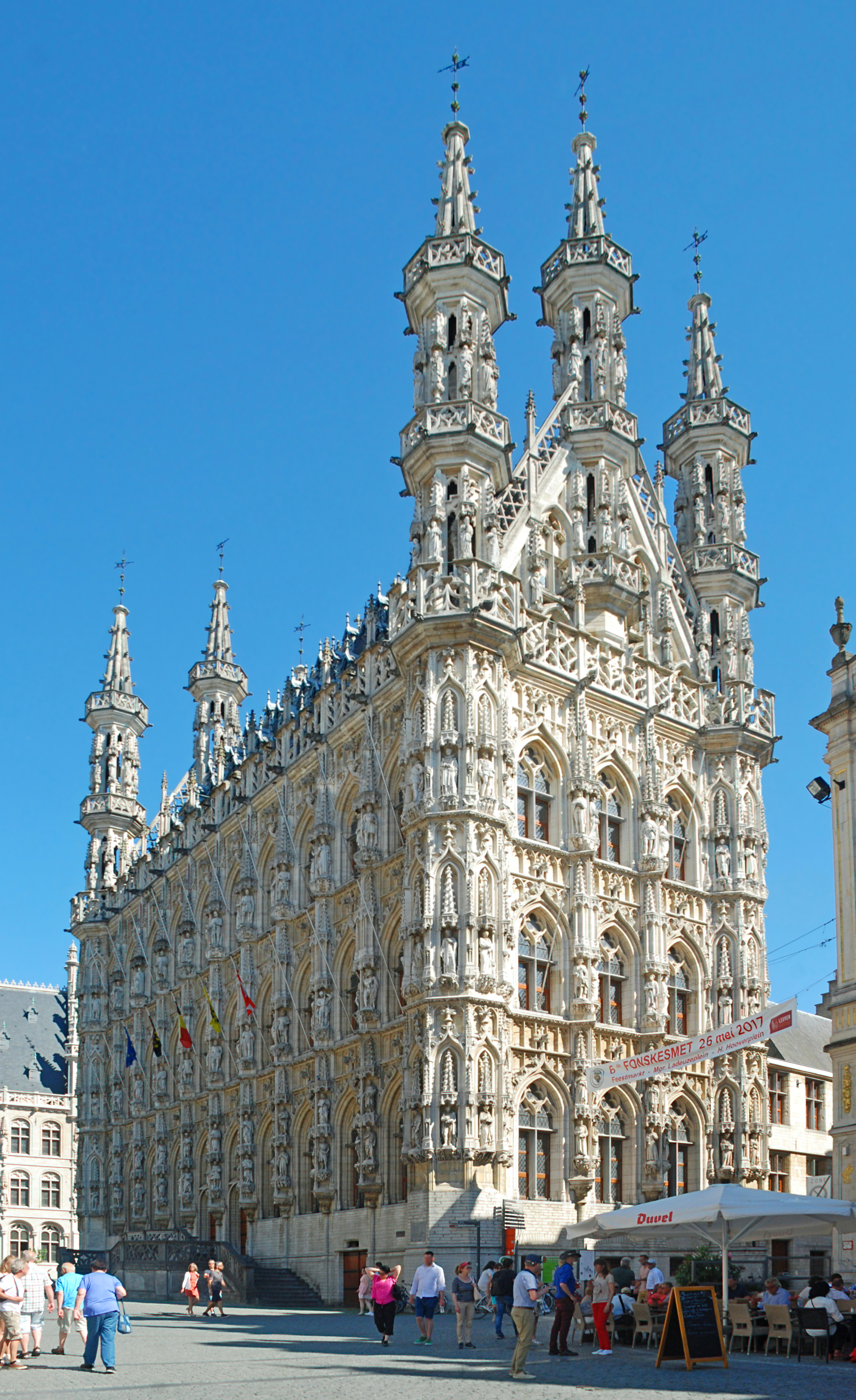
L'Hôtel de ville de Louvain.

#### Anvers
Anvers est, après Bruxelles, la deuxième ville de Belgique et, après Rotterdam, le deuxième plus grand port d'Europe. Connue pour son jardin zoologique et pour ses diamants (80 % de la production mondiale de diamant s'échange à Anvers), elle fut un des plus importants centres culturels d'Europe au XVIIe siècle et garde plusieurs édifices remarquables (l'hôtel de ville, le Silvius Brabo...).

#### Bruges
La « Venise du Nord » possède de nombreux bâtiments datant du Moyen Âge (l'église Notre-Dame, le béguinage, les anciennes portes de la ville...). Connue régionalement pour sa dentelle elle fut capitale européenne de la culture en 2002. 

#### Louvain
Fameuse pour ses halles et pour son université (l'une des plus vieilles au monde), on peut aussi y admirer le béguinage et l'église St Pieter (tous deux classés au patrimoine mondial de l'Unesco).

#### Gand

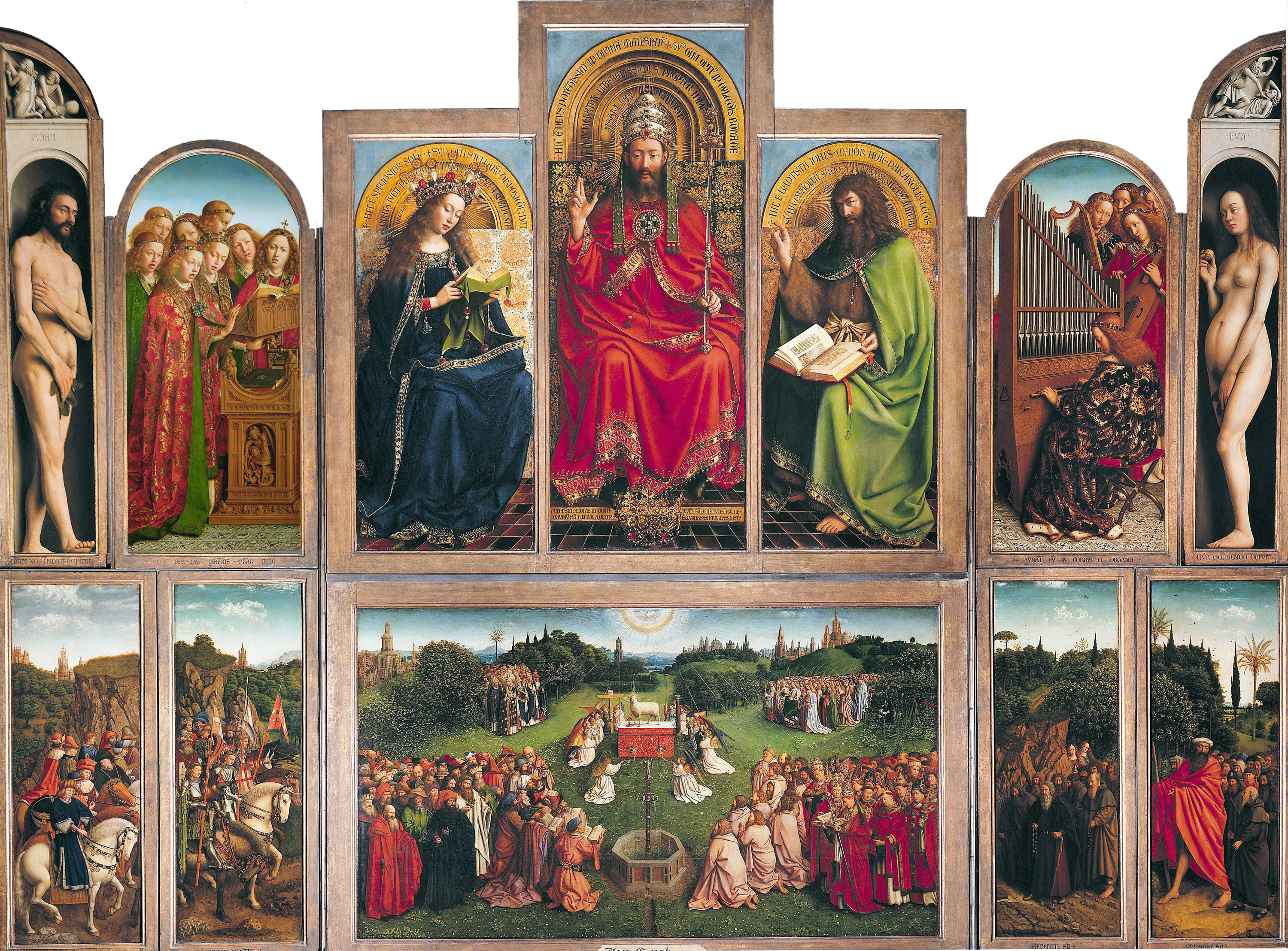
Gand : retable de l'Agneau mystique par Van Eyck.

Capitale de l'ancien comté de Flandre, parfois rivale de Bruges, elle est la ville natale de Charles Quint. On peut y voir la cathédrale Saint-Bavon dans laquelle on peut admirer l'Agneau mystique, polyptyque internationalement connus. Le château des Comtes de Flandre et l'église Saint-Nicolas sont aussi des attractions qui attirent de nombreux touristes amateurs d'art. Gand figure incontestablement parmi les plus belles villes de Belgique.

### Région wallonne

#### Liège

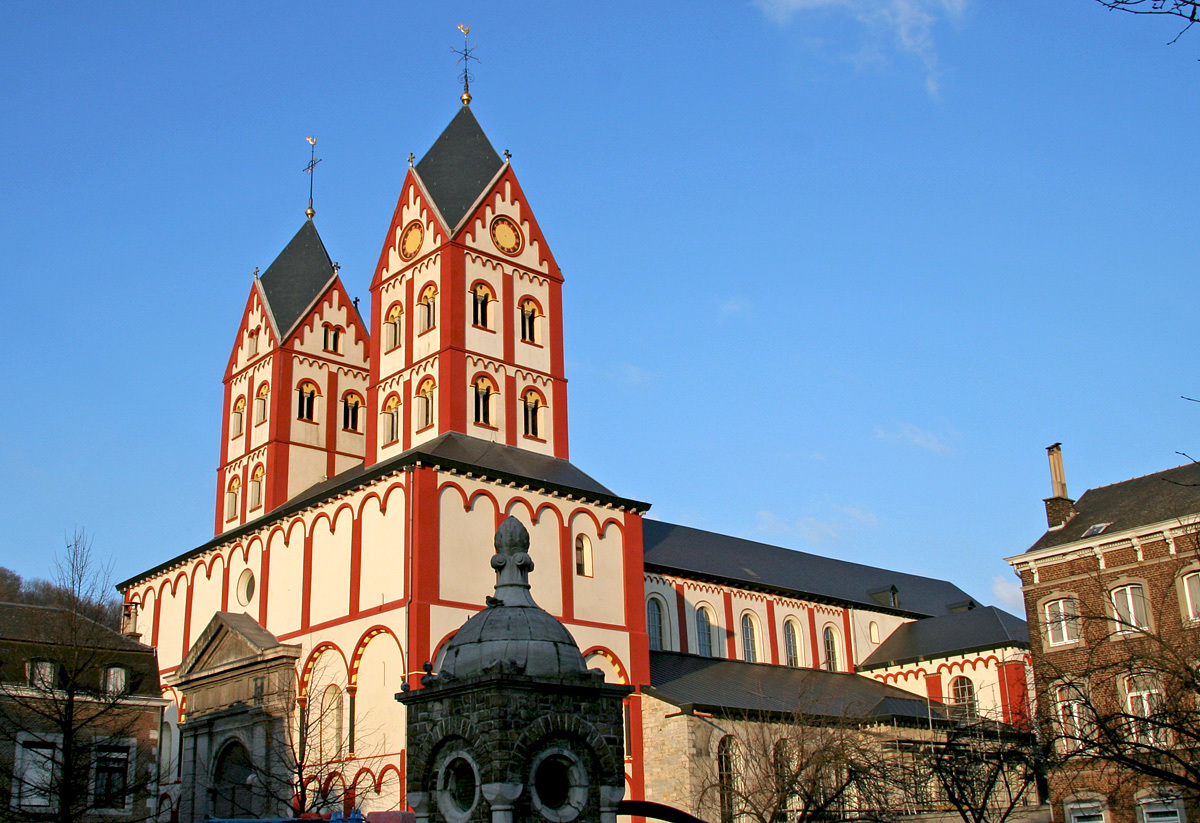
La collégiale Saint-Barthélemy de Liège

De son histoire prestigieuse, la ville la plus visitée de Wallonie a conservé un grand nombre de monuments de styles architecturaux diversifiés (abbaye de Saint Jacques, palais des Prince-Évêques...), dont la gare de Liège-Guillemins, dessinée par l'architecte catalan Santiago Calatrava, constitue le dernier apport et confère à ce quartier... un aspect quelque peu barcelonais. De nombreux théâtres d'un niveau international comme le Théâtre de Liège, le Forum, un opéra renommé (entièrement rénové), l'Opéra royal de Wallonie, un orchestre réputé jouant dans la très belle salle du Conservatoire... font de cette ville un pôle culturel important. Sur le plan du paysage, son relief et son fleuve multiplient les perspectives et les recoins charmants. La ville abrite aussi de nombreux musées importants: le Curtius, la Boverie, le musée de la vie wallonne... et plusieurs manifestations internationales s'y tiennent (festival de jazz de Liège, course cycliste Liège-Bastogne-liège). Enfin, la réputation particulièrement chaleureuse des habitants (le célèbre "Carré", les nombreuses rues piétonnes), perceptible en particulier lors des fêtes (le marché de la Batte du dimanche matin, la fête de l'Assomption en Outremeuse  - au mois d'août -, la foire d'octobre, le marché de Noël...) lui donne un caractère latin très affirmé. Liège est considérée comme la grande ville francophone la plus septentrionale du continent...

#### Mons

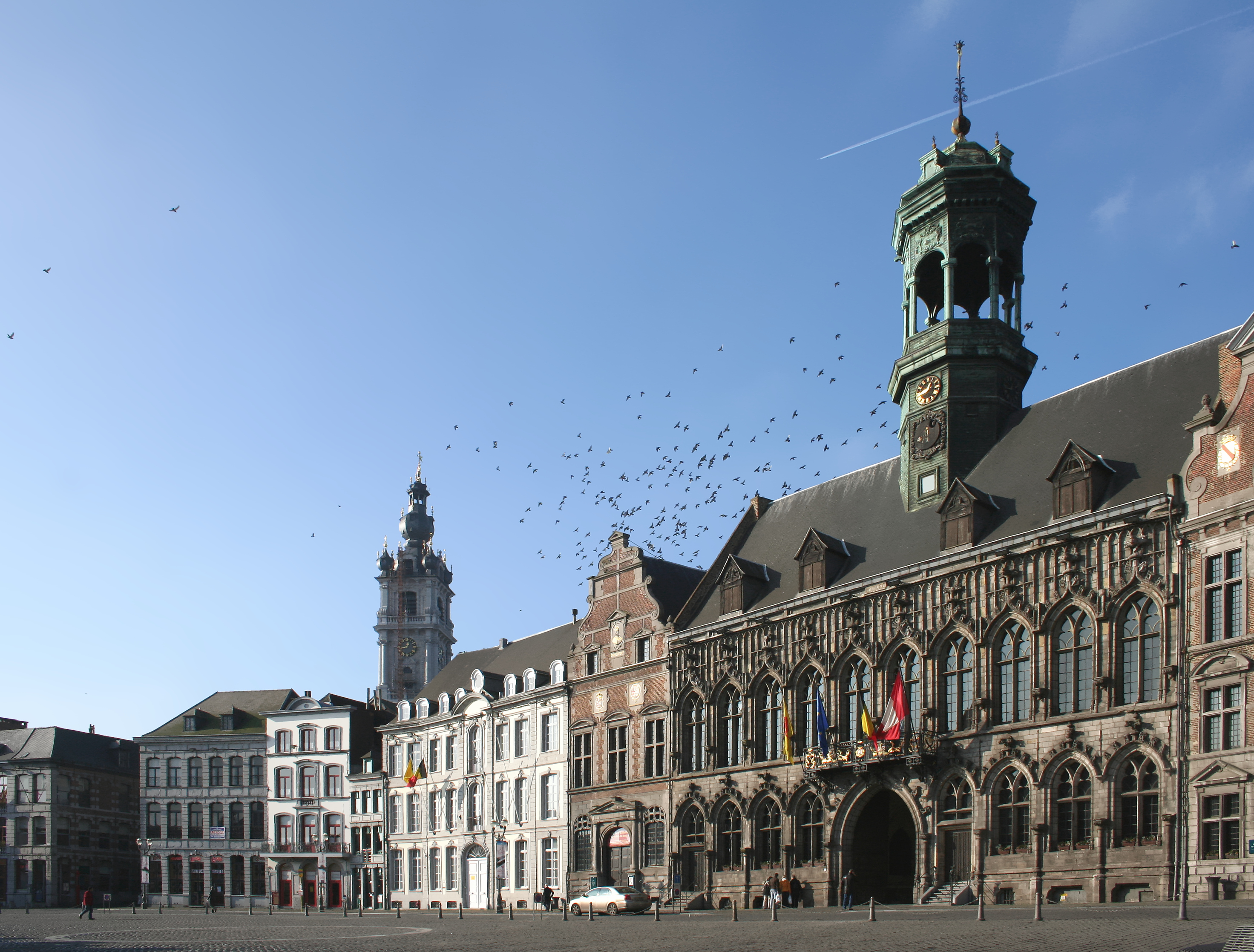
L'Hôtel de ville et le Beffroi de Mons.

Depuis 2002, Mons est la capitale culturelle de la Wallonie. Le cœur de Mons propose des bâtiments historique du XVe au XVIIe siècle dont le Beffroi qui domine la ville, la Collégiale Sainte-Waudru dédiée à la patronne de Mons et l'Hôtel de Ville (accompagné du Singe du Grand Garde, porte-bonheur de la ville et de ses habitants). 
Le centre-ville de Mons dispose des rues piétonnes et des places où sont installés des commerces et des cafés comme la Grand Place, le Marché aux Herbes et le Piétonnier. Mons possède des parcs et des jardins tels que le jardin suspendu de Mons où des potagers collectifs verdoient le jardin ou encore, des monuments et des œuvres d’art comme le Théâtre Royal, le « Passenger » d’Arne Quinze, la Maison espagnole …
Reconnue par l’UNESCO au titre de Patrimoine oral et immatériel de l’humanité en 2005, la Ducasse rituelle de Mons - communément appelée le Doudou – a lieu chaque année pendant le weekend de la Trinité. Le musée du Doudou expose cette fête locale qui s’articule autour du combat de Saint-Georges et du dragon.
Désignée capitale européenne de la culture en 2015, Mons offre une large gamme d’activités culturelles comme celles de l’Artothèque qui expose le patrimoine communal montois ; l’Arsonic qui s’équipe d’une salle de concert ainsi qu’une chapelle du silence, etc. À ces nouveautés, Mons propose aussi d’autres activités comme les Beaux-Arts Mons (BAM) qui accueillent des expositions sur des artistes ou des mouvements artistiques ; le Mundaneum – l’ancêtre des moteurs de recherche – qui propose des expositions temporaires, etc.
Dans les environs de la ville, deux patrimoines marquent l’histoire de la région montoise : le Silex’S de Spiennes est une réserve minière de silex qui date du néolithique et qui s’étend sur 190 hectares ; le site du Grand-Hornu, qui transmet un héritage de la période industrielle et du charbonnage du XIXe siècle ainsi que le MAC’s qui organise des expositions d’art contemporain depuis 2002.

#### Namur

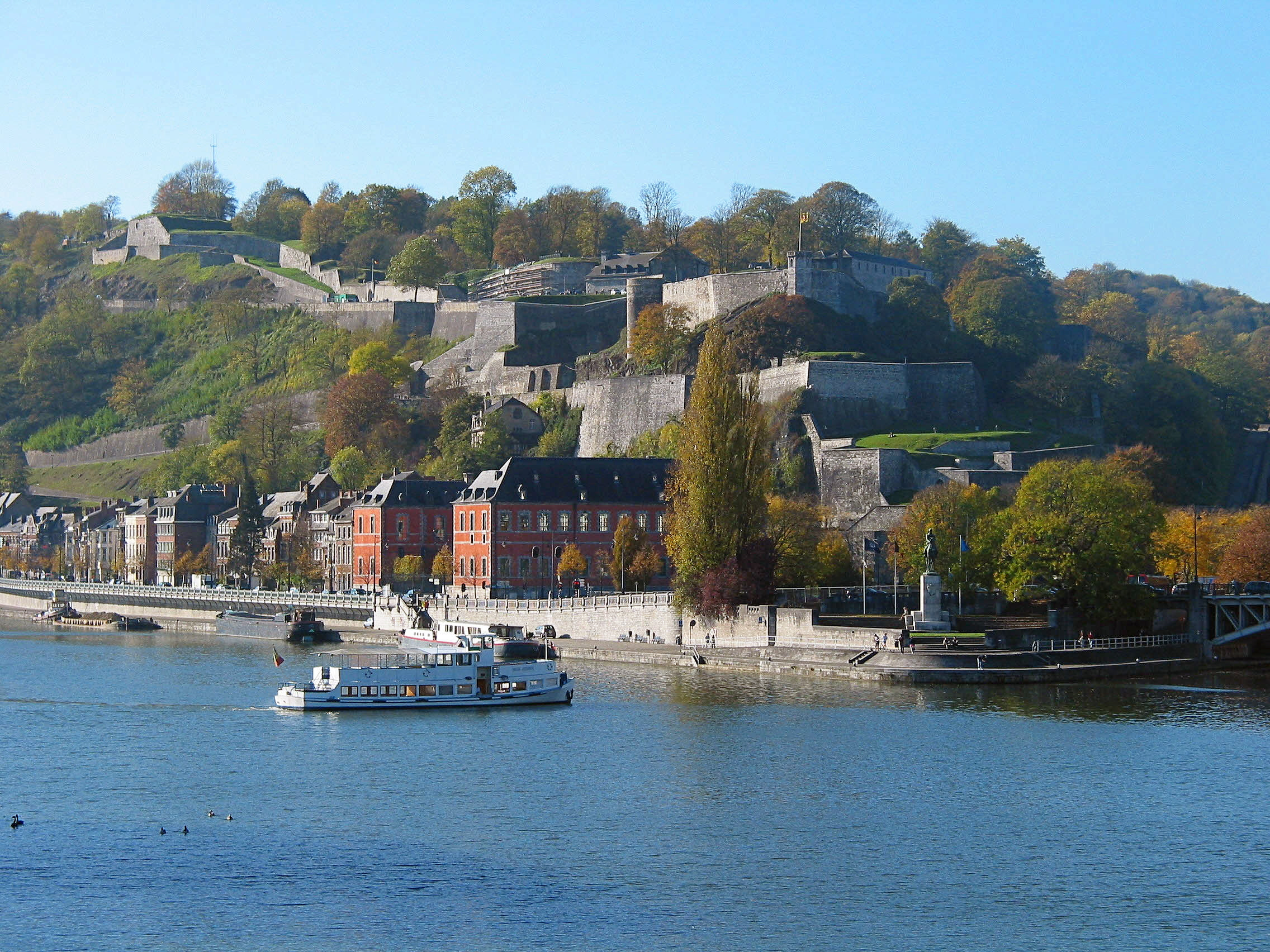
La Citadelle et l'Hospice Saint-Gilles qui abrite le parlement wallon.

La capitale de la Wallonie possède de nombreux attraits: le centre ville est constitué de nombreuses rues piétonnes essentiellement commerçantes. Les principaux sites touristiques du centre sont la cathédrale Saint-Aubain, l'église Saint-Loup, le Théâtre Royal de style italien et le beffroi. La ville dispose également d'une offre culturelle intéressante avec le Musée archéologique de Namur, le Musée des Arts Anciens du Namurois, le Musée Félicien Rops ou encore le Trésor Hugo d'Oignies. La ville est dominée par la citadelle, construite par Vauban, depuis laquelle on domine toute la ville, ainsi que le confluent de la Meuse et de la Sambre. On peut aussi y visiter le siège du gouvernement wallon. Elle est également organisatrice des célèbres et fastueuses fêtes de Wallonie qui ont lieu chaque année en septembre à travers toute la ville. Les alentours offrent de belles possibilités de randonnées, notamment dans le Domaine de la Marlagne s'étendant jusqu'à Wépion, célèbre pour ses fraises.
Dans la Province de Namur, on peut également visiter le Domaine des grottes de Han qui permet à la fois de découvrir ses grottes mondialement connues mais aussi une réserve animale où vivent des espèces sauvages de faune européenne comme les Lynx, les loups ou encore les ours dans un cadre naturel préservé.

## Nourriture
Bien que le plat national soit le traditionnel "moules-frites", il existe de nombreuses autres spécialités belges. Le Waterzooï, les carbonnades, les boulets à la liégeoise, la tarte al d'jote de Nivelles et le Pâté d'oie en sont quelques exemples. Sans oublier les Gaufres (de Liège ou de Bruxelles), les nombreuses variétés de chocolat et de fromages dont le Herve.
La Belgique possède aussi de nombreuses variétés de bières, puisqu'on y produit plus d'un millier de bières brunes, blondes, blanches, ambrées ou fruitées parmi lesquelles 6 des 11 marques de bières trappistes : Orval, Chimay, Westvleteren, Rochefort, Westmalle et Achel. À découvrir aussi, les nombreuses variétés de gueuzes dont la production est exclusivement belge, les bières d'abbaye, les bières spéciales et les nombreuses pils. Cette diversité est offerte par les quelque 200 brasseries que compte le territoire belge.

## Histoire naturelle

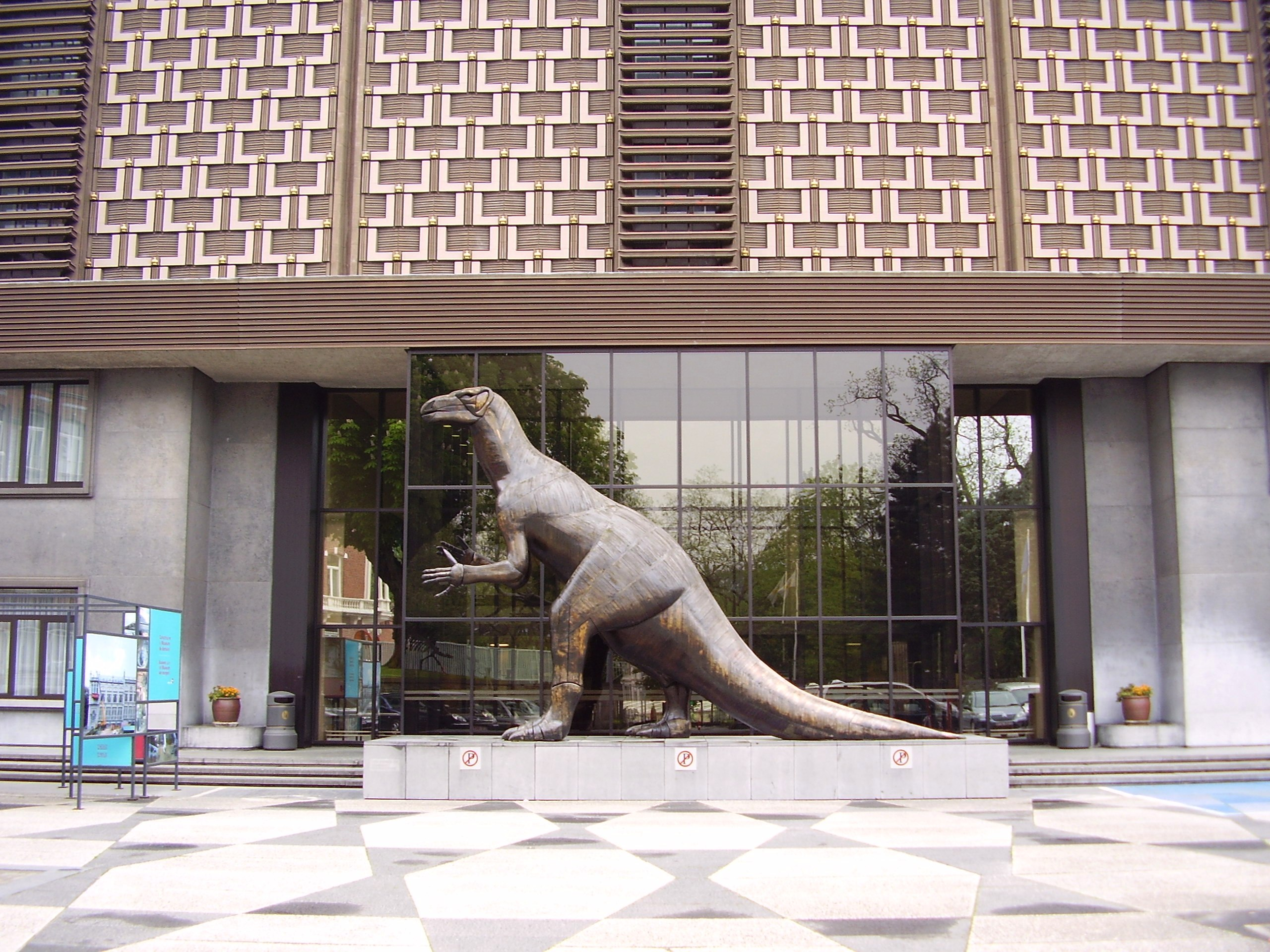
Entrée du musée

Les passionnés de sciences pourront se diriger vers le muséum des sciences naturelles de Belgique (qui accueille l'une des plus grandes collections d'Iguanodon au monde) et la grotte de Spy (qui permit de faire admettre définitivement par la communauté internationale l'existence d'un type humain plus archaïque que l'homme moderne : l'Homme de Néandertal).

## Transport
La Belgique possède de nombreux transports en commun et est très facile d'accès. On peut y arriver par le train (le TGV Thalys et Eurostar relie Bruxelles à Paris, Londres...) et par avion (aéroport de Bruxelles, aéroport de Charleroi Bruxelles-Sud, Aéroport de Liège...).